# Ghost (программное обеспечение)
Ghost — программное обеспечение для клонирования дисков, разработанное фирмой Binary Research в 1995 году. Три года спустя фирма была куплена концерном Symantec за 27 млн. долларов. Изначально, название означало англ. General Hardware-Oriented System Transfer. В дальнейшем продавалась компанией Symantec под торговым названием «Norton Ghost». Начиная с 30 апреля 2013 года компания Symantec прекратила продажу продукта Norton Ghost, продолжая обеспечивать его поддержку через чат и базу знаний вплоть до 30 июня 2014 года.

## Основные функции
К основным функциям утилиты относятся: 
- Восстановление системы после сбоев, включая различные приложения;
- Создание резервной копии системы или отдельных файлов;
- Интеграция с ThreatCon (служба Symantec, выполняющая автоматическое резервное копирование при достижении определенного уровня угрозы);
- Сохранение точки восстановления на внешних хранилищах;
- Копирование и автоматическая архивация данных на DVD, CD, внешние устройства USB и FireWire, а также по сети;
- Создание аварийного диска для восстановления системы;
- Удаленное управление другими версиями программы по локальной сети;
- Сжатие и шифрование.

### Прочие функции
- Упрощение процедур управления образами путём создания меньшего количества образов.
- Многоадресное ускоренное развертывание и уменьшение общего объёма сетевого трафика.
- Интеграция с Google Desktop позволяет быстро восстанавливать данные за счет индексов с возможностью поиска.
- P2V по расписанию — позволяет автоматически создать из последней резервной копии виртуальный диск.
- «Холодное» создание образов позволяет выполнять резервное копирование файлов без установки Ghost.
- Единая консоль для централизованного управления всеми задачами миграции.
- Встроенные фильтры реестра Vista для выявления и выбора систем, поддерживающих Vista.
- Реестры программного и аппаратного обеспечения для эффективного управления образами и развертыванием программ.
- Система уровня предприятия для создания образов систем, установки и управления обеспечивает несложное создание и развертывание образов, поддерживает перенос операционных систем, пользовательских данных и параметров, рассылку ПО, инвентаризацию программного и аппаратного обеспечения, а также безопасную утилизацию систем.
- Технология DeployAnywhere ограничивает рост количества образов дисков и упрощает их обслуживание благодаря аппаратно-независимым средствам создания образов, которые автоматически обнаруживают и включают драйверы для целевой аппаратной конфигурации.
- Функция оперативного создания образов автоматически обновляет образы с помощью подключенной справочной системы перед их установкой, что снижает риск установки устаревших образов.
- Поддержка логических томов позволяет уменьшить время создания образов логических томов Windows и Linux, расположенных на нескольких дисках или разделах.
- Поддержка дополнительных форматов образов, в том числе VMware (VMDK), Symantec Backup Exec System Recovery™ (BESR) и PowerQuest (PQi).

## Требования к системе
Программные
Windows 7
- Windows®7 Начальная/Домашняя базовая/Домашняя расширенная/Профессиональная/ Корпоративная/Максимальная

Windows Vista
- Windows Vista Home Basic/Home Premium/Business/Ultimate

Windows XP
- Windows XP SP2 Home /Professional

Аппаратные
- Процессор с тактовой частотой 300 МГц или более мощный
- 512 МБ оперативной памяти (рекомендуется 1 ГБ)
- 430 МБ свободного дискового пространства
- Дисковод дисков DVD или компакт-дисков для установки программы
- Видеоадаптер и монитор Super VGA (800x600 или с более высоким разрешением)

Поддерживаемые файловые системы и устройства
- FAT16, FAT32
- NTFS, таблица разделов GUID (GPT)
- Динамические диски

Поддерживаемые жесткие диски и съемные носители
- Устройства CDR/RW, DVD±R/RW, Blu-Ray
- Устройства USB и FireWire (IEEE 1394)
- Диски Iomega Zip и Jaz

## Награды
- Награда Triple Crown: Лучший продукт для создания образов дисков: награда 2008 Redmond Reader’s Choice
- Победа в номинации «Программы для обеспечения сохранности данных» (Norton Ghost 14.0)[5].